# Kostel svatého Václava (Bezdědice)
Kostel svatého Václava v Bezdědicích na severu Středočeského kraje byl vystavěn až v 2. pol. 19. století. Na jeho místě stával kostel již dříve, spolu s velkou částí obce, farou i školou však padl za oběť ničivému požáru v červnu 1859.
Poté zde tedy byl vystavěn kostel nový, zasvěcený svatému Václavu. Kostel však zchátral a v dnešní době se přes snahy občanského sdružení Bezdědický kostel, které zrealizovalo některé opravy, nachází v havarijním stavu. Je proto uzavřen a bohoslužby se v něm neslouží.
Od roku 2007 je nicméně veden jako kulturní památka České republiky.

## Historie

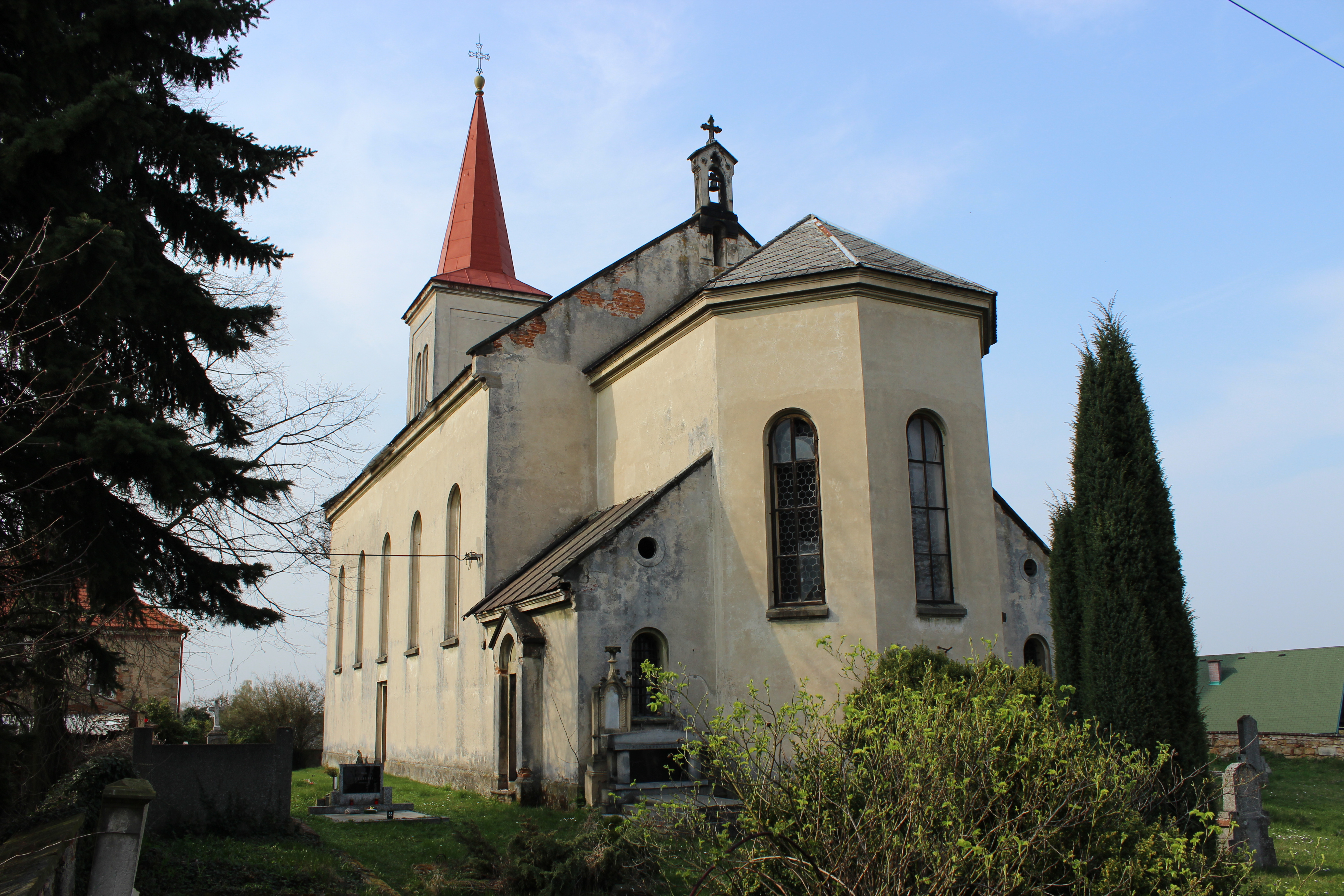
Pohled na kostel od jihu

Z doby před 17. stoletím existují o kostele jen minimální zprávy. Nelze ani ověřit, zda byl od svého počátku zasvěcený sv. Václavovi. Fara je doložená od 14. století.
Poprvé byl kostel zničen v průběhu třicetileté války.
V r. 1671 spadla obec v rámci církevní správy pod mladoboleslavský vikariát.
Obnovený kostel spolu s většinou obce shořel při požáru 17. června 1859. Z obce zůstalo jen 14 domů; škola, fara i kostel byly spáleny, přičemž veškerá kostelní akta a také obecní archiv se starými pozemkovými knihami shořely.
V roce 1863 byla postavena nová fara. Dne 6. června 1868 byl položen základní kámen nového kostela. Ten byl vysvěcen ke cti sv. Václava 28. září 1870. Kostel byl postaven v pseudorománském slohu a byly na něm jako stavební materiál použity i zbytky zvláštních gotických konzol.

## Popis
Kostel je jednolodní, s pětiboce uzavřeným presbyteriem a západní věží se schodištěm na jižní straně. Po stranách presbyteria jsou sakristie otevřené do kněžiště arkádou.
Autorem oltářního obrazu je Eduard Steffen.

## Snahy o záchranu kostela
S cílem obnovy kostela vzniklo v roce 2000 občanské sdružení Bezdědický kostel. Finanční prostředky se snažilo získat ze sponzorských darů, dotací od úřadů, pořádáním veřejných sbírek. Z vybraných peněz zaplatilo např. provizorní opravu střechy, kterou do kostela zatékalo, instalaci zabezpečovacího zařízení, opravu varhan nebo výměnu oken ve věži. Sdružení také na podporu kostela pořádalo benefiční koncerty.
V roce 2009 však střechou začalo opět zatékat. Částečná oprava však nebyla před zimou dokončena, což se na stavu budovy negativně podepsalo.
V květnu 2010, po 10 letech činnosti, uspořádalo sdružení v kostele poslední koncert. Další se již nekonaly z bezpečnostních důvodů, kostel byl pro havarijní stav uzavřen. Silné deště v létě téhož roku jeho technický stav dále zhoršily, v některých místech začaly opadávat kusy zdiva.